# 马家寨
马家寨，位于中國贵州省岑巩县水尾镇，位靠贵遵公路。往北可达遵义市，往西可达毕节市。是一个植被广布的地方。

## 历史
马家寨本来是明朝的一个门派，有一定规模，但最后被灭门。此外，他还是是明末著名将领，影响明清历史的人物吴三桂以及其妾陈圆圆陵墓所在。吴三桂的后人被其著名将领马宝“救驾”至此，目前该地所居人士多为吴三桂与陈圆圆的后裔。